# Thaddäus Anton Dereser
Thaddäus Anton Dereser, také Thaddaeus a Sancto Adamo, OCD (13. února 1757, Fahr, dnes součást Volkachu – 15. nebo 16. června 1827?, Vratislav) byl německý vysokoškolský profesor a odborník na hermeneutiku a orientální jazyky. Patřil k Řádu bosých karmelitánů a byl katolickým představitelem osvícenství, který prosazoval rozumový výklad bible. Měl výrazný sklon popírat autority a zaujímat nezávislá stanoviska – ve světském i náboženském směru. Kvůli tomu se často dostával do sporů a během Francouzské revoluce za to téměř zaplatil životem.
Katolická encyklopedie z roku 1913 o něm říká, že „Dereserova bojovná povaha jej neustále přivádí do problémů, kdekoli se ocitne. Ačkoli se sám považuje za dobrého katolíka, bývá spojován spíše s racionalistickými, protiřímskými názory a plytkým racionalismem své doby“ a člověka majícího potřebu „rozumem vysvětlovat jakékoli nadpřirozeno z Písma a víry“. Z těchto důvodů byly všechny jeho spisy považovány katolickými autoritami za „poskvrněné“, ačkoli na Index librorum prohibitorum se dostal pouze jediný a bez uvedení autorova jména. To svědčí o tom, že církev – navzdory svému odporu vůči racionalismu – jeho talent uznávala.

## Život
Členem Řádu bosých karmelitánů se stal 18. října 1777 v Kolíně nad Rýnem a vysvěcen byl roku 1780 v Mohuči. Studoval filosofii a teologii na univerzitách ve Würzburgu a Heidelbergu. Ve svém oboru dosáhl takového věhlasu, že mu (v rozporu s řeholními pravidly) bylo umožněno přijmout místo profesora hermeneutiky a orientálních jazyků nejprve na jeho alma mater a později na akademii v Bonnu (1783–1791).
Roku 1791 odešel do Štrasburku, kde se stal profesorem exegetické teologie a zastával místo kněze a rektora na místním biskupském semináři. Zde také přišel do konfliktu s Francouzskou revolucí. Dereser odmítl Občanskou ústavu duchovenstva, která stanovila, že kněží budou podléhat francouzským světským autoritám. Tímto začal být označován za protirevolučního kněze. Během Jakobínského teroru byl zatčen a odsouzen k trestu smrti, ovšem absolutní trest mu byl zmírněn na deportaci. Není potvrzeno, že by toto zmírnění trestu bylo ovlivněno popravou Robespierra, jisté však je, že se Dereser roku 1796 vrátil s podlomeným zdravím do Heidelbergu a pobýval v místním klášteře.
V roce 1799 se stal profesorem orientálních jazyků, exegeze a pastorální teologie na Heidelberské univerzitě. Karel Fridrich – markrabě bádenský, odvolal jmenování Antona Deresera do funkce biskupa koadjutora Štrasburské diecéze. Dereser se poté přestěhoval do města Freiburg im Breisgau (1807) a učil na místní univerzitě. Zde se však roku 1810 dopustil přestupku při pohřební mši a odešel do Karlsruhe (zde pracoval jako pastor) a poté do Kostnice.
Roku 1811 odešel do Lucernu, kde po následující tři roky vykonával funkci rektora biskupského semináře. Kvůli svému racionalismu byl však ze školy vyloučen a odešel do Vratislavi, kde působil jako kanovník a profesor dogmatické teologie na místní univerzitě. V letech 1819–1820 zde vykonával funkci rektora a roku 1827 ve Vratislavi také zemřel.

## Dílo
- Commentatio biblica in effatum Christi Matth. 16, 18. 19. Tu es Petrus (Bonn, 1798) – toto dílo bylo umístěno na Index librorum prohibitorum
- překlad Starého zákona z hebrejštiny do němčiny – tímto Dereser dokončil práci započatou Dominicem von Brentanem, který přeložil Nový zákon a Tóru. Německý překlad bible těchto dvou autorů byl později revidován Johannem Scholzem.
- další díla, především latinská:
  - Nezbytnost znalosti orientálních jazyků pro studium Písma (Kolín nad Rýnem, 1783)
  - Hermeneutika Starého a Nového zákona (1784 a 1786)
  - Disertační práce o zničení Sodomy (1784)
  - o Svatém Janu Křtiteli (1785)
  - Moc a povinnosti papežů podle svatého Bernarda (1787)
  - o Kristově pokušení (1789)
  - Jeho Božství a Farizeové (Štrasburk, 1791)
  - Založení univerzity v Bonnu (1786)
  - Německý breviář (Augsburg, 1793, několikrát přetištěno)
  - Německá modlitební knížka (1808)